# Crosse féminine
La crosse féminine (women's lacrosse, lax ou wlax) est un sport collectif féminin qui oppose deux équipes de douze joueuses (une gardienne, trois défenseuses, cinq milieux de terrain et trois attaquantes) sur un terrain en herbe. Il s'agit de l'une des trois versions majeures de la crosse. La crosse au champ est la première version, codifiée en 1867, la crosse féminine trouve son origine en Écosse dans les années 1890 et la crosse en enclos apparaît dans les années 1930.
Les joueuses utilisent une longue crosse pour attraper, porter et se passer une balle en caoutchouc dans l'objectif de la mettre dans le but adverse. Il s'agit d'une sport sans contact et sans mise en échec hormis de gêner ou de taper la crosse de son adversaire avec la sienne pour récupérer la balle. La tête triangulaire de la crosse possède un filet qui permet au joueur de tenir la balle. En plus de cette crosse, les joueurs doivent être revêtus de divers équipements de protection.
La crosse féminine est régie tout comme les deux autres versions par la Federation of International Lacrosse qui organise tous les quatre ans la Coupe du monde. Le plus haut niveau se situe dans la National Collegiate Athletic Association (NCAA).

## Histoire

### Histoire de la crosse
Connu pour être le « sport le plus rapide à pied », la crosse est, à son origine, un jeu pratiqué par les Amérindiens d'Amérique du Nord. Découverte par les missionnaires jésuites français de la vallée Saint-Laurent dans les années 1630, l'un d'entre eux, Jean de Brébeuf, lui donne son nom « la crosse », repris et renommé ensuite par les anglophones en « lacrosse ».

### Histoire de la crosse féminine
La première rencontre de la crosse féminine se déroule en 1890 à la St Leonards School, située à Saint Andrews (Écosse), sous la volonté de Louisa Lumsden. Cette dernière apporta ce jeu dans cette école après avoir assisté à une rencontre de la crosse entre les Canghuwaya Indians et le Montreal Lacrosse Club. Plus tard, une des élèves de Lumsden s'installe aux États-Unis et importe la crosse féminine au Bryn Mawr School qui se situe à Baltimore. Les deux versions de la crosse (crosse au champ et crosse féminine) sont jouées sous les mêmes règles, sans équipement de protection, jusque dans les années 1930.

## Règles
La crosse féminine est jouée entre deux équipes de douze joueuses dont une est la gardienne. La balle est généralement de couleur jaune ou orange. La durée d'un match est de 60 minutes (deux mi-temps de 30 minutes).
Les règles de la crosse féminine différent de la crosse au champ (pratiquée par les hommes).

### Joueuses

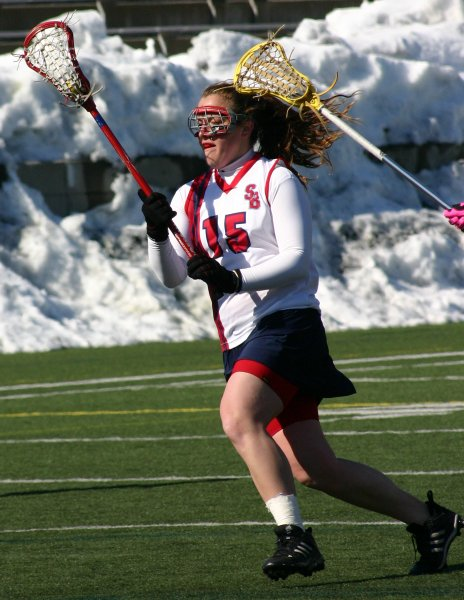
Joueuse de crosse féminine.

La composition d'une équipe sur le terrain est la suivante : trois attaquantes, cinq milieux de terrain, trois défenseuses et une gardienne. Sept joueuses peuvent attaquer en même temps (se trouvant dans la zone offensive) tout comme sept joueuses peuvent défendre en même temps (se trouvant dans la zone défensive). En cas de surnombre, il y a hors jeu et une pénalité peut sanctionner l'équipe.

### Équipement
En raison du caractère moins physique que son homologue masculin puisque la crosse féminine bannit les contacts, la seule protection exigée est un protège dents et des protections oculaires. Ces protections ne suffisent cependant pas et on dénombre des blessures accidentelles à la tête. Dans la version féminine du jeu, les poches des crosses sont moins profondes, augmentant la difficulté d'attraper la balle ainsi que de la tirer.

### Aire de jeu

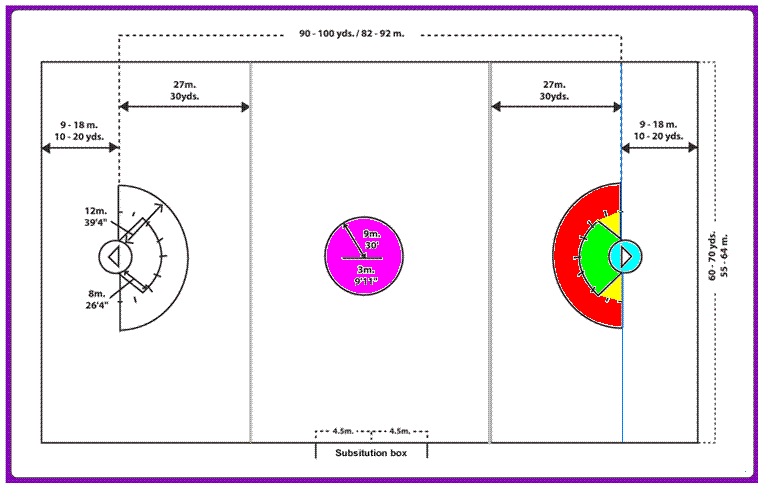
Dimensions d'un terrain de la crosse féminine.

Autour de la cage, il y a un demi cercle de 8 m et 12 m, entre ces deux lignes, il s'agit de la zone de tir.

### Durée de match
Un match de crosse féminine se compose de deux mi-temps de 30 minutes. Hormis les deux dernières minutes de la mi-temps, il n'y a pas d'interruption de temps. Les joueuses ne sont pas autorisées à toucher la balle avec leurs corps.

### Mise en jeu
Au début d'un match ou après un but, une mise en jeu est effectuée au centre du terrain. Une joueuse de chaque équipe y prend part. L'arbitre place la balle entre les deux crosses des joueuses et chacune doit remonter sa crosse pour tenter de récupérer la balle.
Quand un arbitre siffle, les joueuses ne doivent plus se déplacer. Quand une balle sort du terrain après un tir, c'est la joueuse la plus proche de la sortie de la balle qui récupère la balle, en revanche si cela n'est pas à la suite d'un tir, c'est alors l'équipe adverse qui récupère la balle.
Il existe deux types de fautes : mineure et majeure. Quand une faute mineure intervient, l'adversaire doit se trouver à plus de sept mètres de son adversaire lors de la remise en jeu, si la faute est majeure, elle doit se situer à douze mètres, si la faute a lieu dans l'arc des huit mètres, l'adversaire doit se trouver à 4 mètres derrière elle.

## Compétitions internationales
Dès 1972, le sport est régi par l'« International Federation of Women's Lacrosse Associations » (IFWLA), deux ans avant l'« International Lacrosse Federation » qui est son homologue chez les hommes. En 2008, après négociations, l'IFWLA et l'ILF fusionnent pour donner naissance à la « Federation of International Lacrosse » (FIL).
Tous les quatre depuis 1982, une Coupe du monde est organisée. Seules deux nations se sont imposées : l'Australie en 1986 et 2005, et les États-Unis qui détiennent le record de victoires (1982, 1989, 1993, 1997, 2001 et 2009) et qui sont parvenus en finale à chaque édition.